# Muzsnai László
Muzsnai László (Maroskeresztúr, 1897. október 31. – Budapest, 1983. szeptember 10.) a Princetoni Teológiai Szeminárium magisztere, a Montreali McGill Egyetem Teológiai Fakultásának doktora, volt losonci teológiai magántanár, hitoktató, nyugdíjas református lelkipásztor. Református lelkész, valláspszichológus és filozófus, teológiai tanár. Unokatestvére, Musnai László.

## Életpályája
A gimnáziumi tanulmányait Marosvásárhelyen végezte el; 1916-ban érettségizett. 1916–1919 között a Kolozsvári tudományegyetem hallgatója volt. 1916–1920 között teológiát tanult Kolozsváron, 1922-ben Montpellierben, 1923-ban Genfben, 1926-ban Princetonban, 1927-ben Montréalban. 1920–1927 között hitoktató segédlelkész volt Kolozsváron. 1926-ban Princetonban „Sacrae Theologiae Magister” fokozatot, 1927-ben Montréalban teológiai doktori oklevelet szerzett. 1927–1936 között Budapesten volt hitoktató segédlelkész. 1933-ban Kolozsváron teológiai magántanári képesítést valamint vallástanári oklevelet kapott. 1934–1937 között a losonci református lelkészképző szemináriumban filozófiát adott elő. 1937–1953 között vallástanárként dolgozott Budapesten. Ezután különböző budapesti egyházközségeknél volt segédlelkész nyugdíjba vonulásáig. 1971-ben nyugdíjba vonult.
Valláslélektannal foglalkozott és kiterjedt irodalmi munkásságot folytatott. Kéziratban is maradtak munkái, mint pl. „A Biblia logikája” c. könyve.
Temetése a Farkasréti temetőben történt (3/1-9-24).

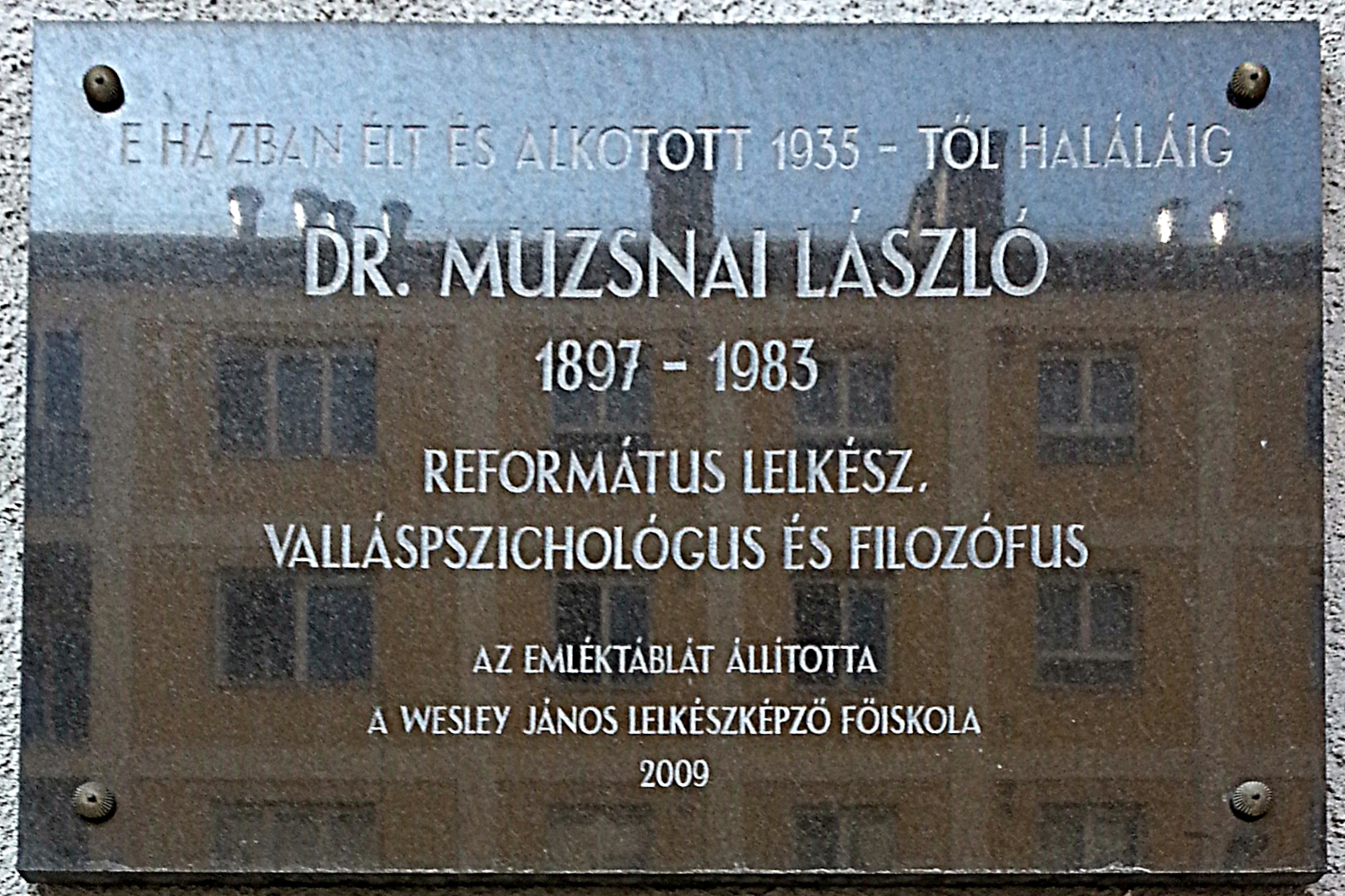
Muzsnai László emléktáblája. Budapest XII. kerület, Nagyenyed utca 5.

## Művei
- The mental evolution (Princeton, 1925)
- The doctrine of sin (Princeton, 1926)
- The psychology of religious conciousness (Montréal, 1927)
- A lélek rejtelmes világa (Budapest, 1929)
- Az egyetlen bálványimádó állat és világa (Mezőtúr, 1930)
- Angol nyelvkönyv (Kovács Alberttel, Budapest, 1932)
- Lelki problémák (Mezőtúr, 1935)
- A valami és a semmi logikai szerkezete (Budapest, 1936)
- Magyar metafizika és logika (Budapest, 1943)